# Moara de apă din Bobulești
Moară de apă este o moară amplasată în Bobulești, raionul Florești, Republica Moldova. Este un monument istoric și arhitectural de importanță națională inclus în Registrul monumentelor Republicii Moldova ocrotite de stat cu nr. 1288 (raionul Florești). Datează din jum. II a sec. XIX.